# ابيضاض دم عدواني بخلايا فاتكة طبيعية
ابيضاض الدم العدواني بالخلايا الفاتكة الطبيعية مرض يتمثل بتكاثر جهازي عدواني للخلايا الفاتكة الطبيعية (خلايا إن كاي) مع تدهور سريع للمسار السريري.
يسمى أيضًا اللمفوما العدوانية بالخلايا الفاتكة الطبيعية.

## العلامات والأعراض
يعاني المرضى عادةً من أعراض بنيوية (التوعك وفقدان الوزن والإعياء)، وتظهر ضخامة الكبد والطحال بشكل شائع عند الفحص البدني. أُبلغ أيضًا عن تضخم العقد اللمفية بدرجة أقل. بسبب الطبيعة العدوانية للمرض، قد يُشخص المرضى في البداية في مرحلة متقدمة، مع وجود اعتلالات خثرية ومتلازمة البلعمة وفشل الأعضاء المتعددة. في حالات نادرة، يحدث لدى المصابون باللمفوما العدوانية بالخلايا الفاتكة الطبيعية المرتبطة بالعدوى الكامنة بفيروس إبشتاين-بار بردود فعل تحسسية واسعة النطاق تجاه لدغات البعوض. تتراوح أعراض هذه التفاعلات من تضخم كبير في موضع اللدغة والذي قد يكون مؤلمًا وقد يصل إلى النخر، إلى أعراض جهازية (مثل الحمى وتضخم الغدد اللمفاوية وآلام البطن والإسهال)، أو في حالات نادرة للغاية، صدمة الحساسية التي تهدد الحياة.

## السبب
يرتبط هذا المرض ارتباطًا وثيقًا بفيروس إبشتاين-بار، ولكن، لم يُحدد بعد السبب الحقيقي له. يُعتقد أن منشأ المرض هي الخلية الفاتكة الطبيعية. تبين أن لمفوما الخلايا القاتلة الطبيعية الأرومية هو مرض منفصل ولا يظهر أي ارتباط مع فيروس إبشتاين-بار.

### مواقع الإصابة
غالبًأ ما يُشاهد هذا المرض ويُشخص في الدم المحيطي، ورغم أنه قد يشمل أي عضو، يوجد عادةً في الطحال والكبد ونخاع العظام.

## التشخيص
توجد الخلايا الابيضاضية دائمًا في عينات الدم المحيطي بدرجات متفاوتة. عادةً ما تُلاحظ قلة الكريات الشاملة (فقر الدم وقلة الخلايا المتعادلة وقلة الصفيحات).

### الدم المحيطي
تملك الخلايا الابيضاضية قطرًا أكبر قليلًا من اللمفاويات الحبيبية الضخمة وتحوي حبيبات أليفة اللازورد ونويات متفاوتة البروز. قد تكون النوى غير منتظمة ومفرطة الصباغ.

### نخاع العظام
تتراوح إصابة نخاع العظام من ارتشاح غير واضح للخلايا إلى استبدال نخاع العظام بالكامل بخلايا ابيضاضية. يمكن رؤية المنسجات التفاعلية، التي تعمل على بلعمة الكريات، متناثرة ضمن الارتشاحات الورمية.

### أعضاء أخرى
عادةً ما تكون إصابة الأعضاء بابيضاض الدم مدمرة لأجزاء الأنسجة المصابة مع نخر وغزو وعائي محتمل، وقد يكون الارتشاح الرتيب منتشرًا أو متوضعًا.

### النمط الظاهري المناعي
النمط الظاهري المناعي لهذا المرض هو نفسه للمفوما الخلايا التائية/الفاتكة الطبيعية خارج العقدية، وهو موضح في الجدول أدناه. يظهر كل من بروتيني كتلة التمايز 11 بي (سي دي 11 بي) وكتلة التمايز 16 (سي دي 16) تعبيرًا متغيرًا.
| النتيجة | مولد الضد                                                                                                   |
| إيجابية | سي دي 2، سي دي 3 ε، جزيئات التصاق الخلايا العصبية (سي دي 56)، بيرفورين، غرانزيم بي، تي آي إيه-1، سي سي آر 5 |
| سلبية   | سي دي 57 |

### النتائج الجينية
بسبب سلالات الخلية الفاتكة الطبيعية، لا تُشاهد إعادة الترتيب النسيلي للجينات اللمفاوية (مستقبلات الخلايا التائية ومستقبلات الخلايا البائية). شوهد جينوم فيروس إبشتاين-بار في كثير من الحالات، بالإضافة إلى مجموعة متنوعة من التشوهات الكروموسومية.

## العلاج
يُعالج ابيضاض الدم العدواني بالخلايا الفاتكة الطبيعية حاليًا، باعتباره نوعًا فرعيًا من اللمفوما المحيطية تائية الخلايا، بشكل مشابه لأنماط لمفوما الخلايا البائية. مع ذلك، في السنوات الأخيرة، طور العلماء تقنيات للتعرف بشكل أفضل على الأنواع المختلفة من اللمفوما، مثل اللمفوما المحيطية تائية الخلايا. تبين حديثًا أن سير اللمفوما المحيطية تائية الخلايا مختلف عن سير أنماط لمفوما الخلايا البائية ويتم تطوير العلاجات التي تستهدف هذه الأنواع من اللمفوما بشكل نوعي. مع ذلك، لا توجد حاليًا علاجات معتمدة من قبل إدارة الغذاء والدواء الأمريكية مخصصة للمفوما المحيطية تائية الخلايا. عادةً ما تُعطى نظم العلاج الكيميائي الحاوية على أنثراسيكلين كعلاج أولي. قد يخضع بعض المرضى لزراعة الخلايا الجذعية. تتم دراسة طرق جديدة لعلاج اللمفوما المحيطية تائية الخلايا لدى حالات انتكاسية أو معندة.

## علم الأوبئة
يعد هذا الشكل النادر من ابيضاض الدم أكثر شيوعًا بين الآسيويين مقارنةً بالمجموعات العرقية الأخرى. عادةً ما يُشخص لدى المراهقين والشباب، مع غلبة طفيفة بين الذكور.

## اتجاهات البحث
يعد مركب برالاتريكسات قيد الدراسة حاليًا لعلاج اللمفوما المحيطية تائية الخلايا.